# アイルランド憲法
アイルランド憲法（アイルランドけんぽう、アイルランド語: Bunreacht na hÉireann、英語: Constitution of Ireland）は、アイルランドという国家の基本をうたう法律。1937年7月1日に国民投票で採択され、同年12月29日に施行された。この憲法は独立アイルランドの2つ目の憲法として、アイルランド自由国憲法に替わるものである。
アイルランド憲法は概して自由民主主義の性格を持つものである。この憲法によって間接民主制に基づく独立国家が築かれ、また基本的な権利、大統領の選出、権限の分立、司法による判断がそれぞれ保障されることが定められた。アイルランド憲法の改正は国民投票によってのみなされる。

## 背景

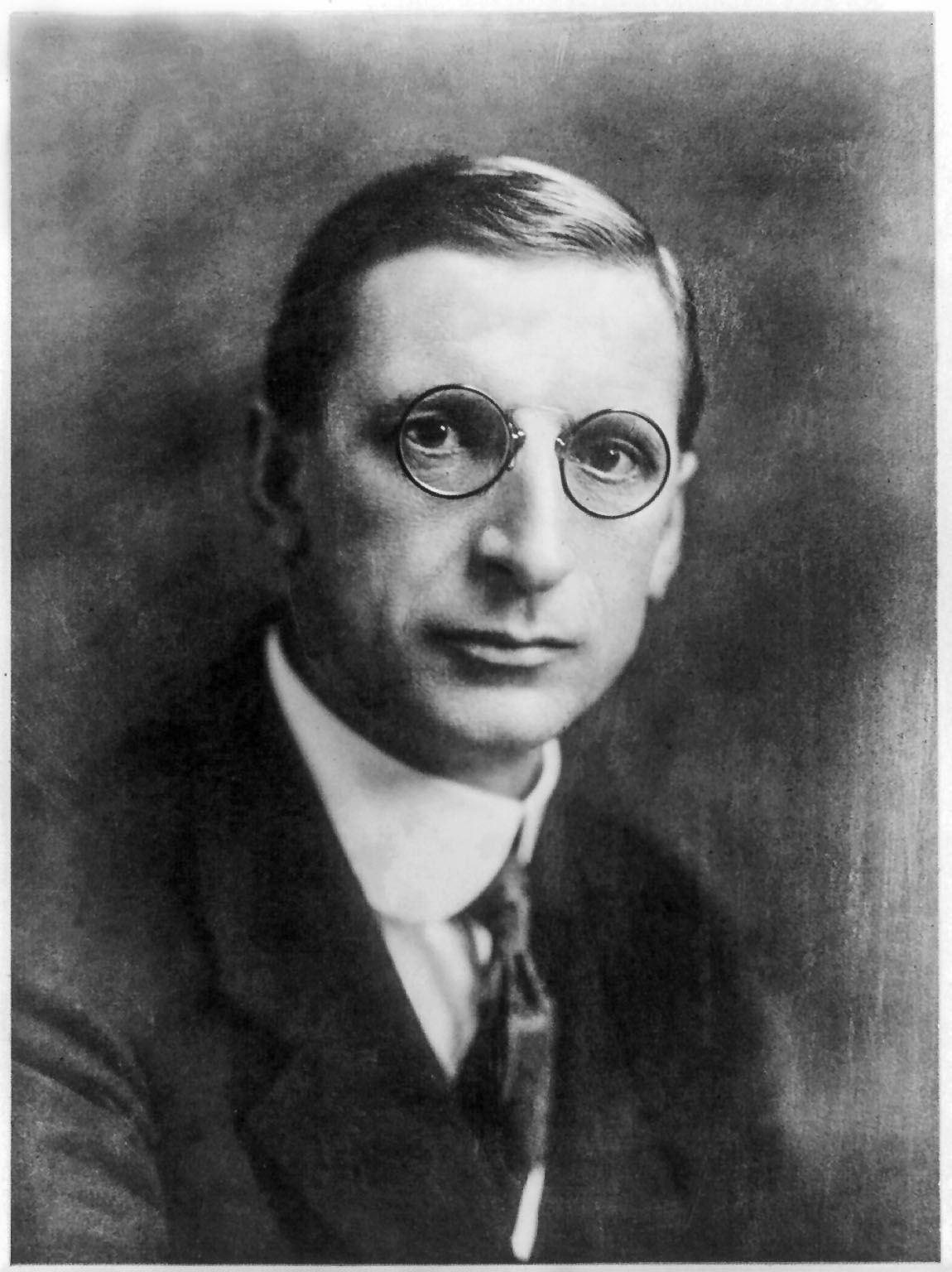
エイモン・デ・ヴァレラ

アイルランド憲法は、1922年12月6日にグレートブリテンおよびアイルランド連合王国より独立したアイルランド自由国が成立してから効力を持っていたアイルランド自由国憲法に替わるものである。旧憲法が替えられた動機にはおもに2つのものがある。まず旧憲法はアイルランドの多くの人にとって、批准に激論が起こった英愛条約を思い起こさせるものであった。もともと条約反対派はアイルランド自由国という新国家への参加を拒否していたが、1932年になると条約反対のフィアナ・フォイルが政権についた。英愛条約で自由国憲法に盛り込まれることが求められた条文の多くは、憲法的土着性と呼ばれる法のナショナリズムという理念によってことごとく廃止された。例を挙げると、枢密院、イギリス王室、総督に対する忠誠の誓いに関する規定が除去された。1936年12月にエドワード8世が突然退位したことは王政との関係を見直すことに利用された。ところがエイモン・デ・ヴァレラを首班とするフィアナ・フォイル政権は旧憲法をイギリス政府から押し付けられたものとして見ており、なおも新たな、まったくのアイルランドのものとしての憲法制定を望んでいた。
新憲法制定の2つ目の動機は、自由国憲法がたびたび、その場限りといっていいほどの修正を繰り返してきたということにある。1922年以後、自由国政府は議会の採決で憲法改正を行なうことができるとする憲法の規定を濫用した。ときには議会で定めた通常の法令に、その法令が憲法にそぐわないものであれば、その法令によって憲法が改正されたものと解釈するというような包括的な規定が含まれていた。このような理由からしても自由国憲法は完全に廃止し、白紙の状態にするべきという考え方が大勢を占めた。

### 起草
新憲法はもっぱらデ・ヴァレラの功績とされるが、実際にはデ・ヴァレラは作成の監修にあたっただけであった。新憲法はアイルランド語と英語の2言語で起草されており、前者は Risteárd Ó Foghludha の助けを受けた教育省職員の Micheál Ó Gríobhtha が、後者は対外関係省（のちの外務省）司法顧問のジョン・ハーンがそれぞれ担当した。法務長官や行政評議会議長府の高官らと対立していたデ・ヴァレラは当時対外関係相を兼務しており、そこで英語版の起草に対外関係省の司法顧問を起用したのである。
新憲法はまず英語で起草され、それをたんにアイルランド語に翻訳していくものだと考えられていたが、実際には作業にあたった者が双方の文案を交換しながら、両方の言語で同時に起草された。そのため多くの箇所で文章の解釈が異なるということが起きている。両言語版で文章が競合している箇所については、アイルランド語版の解釈を優先することになっている。

### 施行
| 賛否       | 投票数    | 得票率    |
| ---------- | --------- | --------- |
| 賛成       | 685,105   | 56.52%    |
| 反対       | 526,945   | 43.48%    |
| 有効投票数 | 1.212.050 | 90.03%    |
| 無効票     | 134,157   | 9.97%     |
| 投票総数   | 1,346,207 | 100.00%   |
| 投票率     | 75.84%    | 75.84%    |
| 有権者数   | 1,775,055 | 1,775,055 |

新憲法は1937年6月14日に、当時一院制議会だったドイル・エアランで採択され、同年7月1日に総選挙と同時に実施された国民投票で承認された。これを受けて同年12月29日にアイルランド憲法は施行された。このときフィナ・ゲール、労働党といった統一主義、コモンウェルス体制支持派や男女同権主義を掲げた主要野党の支持者は新憲法に反対したのに対して、フィアナ・フォイル支持者や共和派が新憲法の施行を支えた。

### 旧憲法との連続性
新憲法が採択されたさいに、その施行が自由国憲法に照らして合法的な改正であるか、あるいは違憲であるのかということがはっきりされなかった。新憲法の施行が自由国憲法に違反するものであるとすれば、新憲法施行は平和的革命と考えられることになる。デ・ヴァレラ政権は、国民主権の原理により国民投票で国民が承認すれば、新憲法が旧憲法の規定に沿って採択されるということはかならずしも必要ではないと主張した。それでもなお新憲法に対する合法性の審査を回避するために、上訴審判事には新憲法が施行された時点で新憲法を支持するという公式な声明を発表することが求められた。

## おもな規定
アイルランド憲法正文は前文と16の見出しにまとめられた50か条の条文で構成されており、全体でおよそ16,000語からなる。見出しは次のとおり。
|    | アイルランド語                                               | 英語                                                               | 条文番号 | 日本語試訳                               |
| 1  | An Náisiún                                                   | The Nation                                                         | 1-3      | 国民                                     |
| 2  | An Stát                                                      | The State                                                          | 4-11     | 国家                                     |
| 3  | An tUachtarán                                                | The President                                                      | 12-14    | 大統領                                   |
| 4  | An Pharlaimint Náisiúnta                                     | The National Parliament                                            | 15-27    | 議会                                     |
| 5  | An Rialtas                                                   | The Government                                                     | 28       | 政府                                     |
| 6  | Caidreamh Idirnáisiúnta                                      | International Relations                                            | 29       | 国際関係                                 |
| 7  | An tArd-Aighne                                               | The Attorney General                                               | 30       | 法務長官                                 |
| 8  | An Chomhairle Stáit                                          | The Council of State                                               | 31-32    | 国家評議会                               |
| 9  | An tArd-Reachtaire Cuntas agus Ciste                         | The Comptroller and Auditor General                                | 33       | 会計検査官                               |
| 10 | Na Cúirteanna                                                | The Courts                                                         | 34-37    | 裁判所                                   |
| 11 | Triail I gCionta                                             | Trial Of Offences                                                  | 38-39    | 刑事審理                                 |
| 12 | Bunchearta                                                   | Fundamental Rights                                                 | 40-44    | 基本権                                   |
| 13 | Buntreoracha Do Bheartas Chomhdhaonnach                      | Directive Principles of Social Policy                              | 45       | 社会政策の指針原則                       |
| 14 | An Bunreacht a Leasú                                         | Amendment of the Constitution                                      | 46       | 憲法改正                                 |
| 15 | An Reifreann                                                 | The Referendum                                                     | 47       | 国民投票                                 |
| 16 | Bunreacht Shaorstát Éireann a Aisghairm agus Dlíthe a Bhuanú | Repeal of Constitution of Saorstat Eireann and Continuance of Laws | 48-50    | アイルランド自由国憲法の廃止と法の連続性 |

アイルランド憲法には上記に加えて、1941年以降はその定めにより正文から省略されている経過規定が含まれている。法的にはこれらの暫定規定は有効であるが、現在ではそのほとんどの機能が果たされている。

### 前文（全文・日本語試訳）
すべての権威の原初であり、またわれわれの究極の目的である、人類と諸国家の行動の帰結である至聖の神の名において、
われわれエーレ国民は、
数世紀にわたる試練を通じてわれらの祖先を励まし給うたわれわれの主イエス・キリストに対するわれわれの義務を謙虚に受け入れ、
われわれの国民の正当な独立を奪還するためのわれわれの祖先の英雄的で、かつ、絶え間ない闘争を感謝の念とともに思い起こし、
また個人の尊厳と自由が確保され、社会の秩序が維持され、われわれの祖国の統一が回復され、他国との間で協調が構築されるように、思慮、正義、寛容のしかるべき実現をもって公共の利益の促進を希求して、
ここにこの憲法を採択、施行し、われわれ自身に付与する。

### 国民と国家
- 国民主権 - 憲法はアイルランド国民の権利に民族自決を定めている（第1条）。国家には主権と独立があることを定めている（第5条）。
- 統一アイルランド - 聖金曜日協定を受けて改められた第2条は、アイルランド島に生まれたすべての人は「アイルランド国家の一部」である権利を有すると定めている（ただし第9条で、両親の少なくとも一方がアイルランド人である人に限定している）。第3条は北アイルランド人民との賛同を得て、統一アイルランドを平和的に樹立するというアイルランド国民の意思をうたっている。
- 国号 - 憲法では国号を Éire、英語で Ireland と定めている（第4条）。1948年アイルランド共和国法では Republic of Ireland を正式な「表現」としているが、「国号」とはしていない。
- 国旗 - 国旗は緑、白、オレンジ色の三色旗と定めている（第7条）。
- 首都 - ウラクタスの各院は通常、ダブリン市内またはその近郊で会議を開かれなければならず（第15条）、また大統領官邸はダブリン市内またはその近郊に置かれなければならない（第12条）。
- 国民主権 - 統治にかかわるすべての権限は「神のもとに国民に由来するものである」とうたわれている（第6条）。

### 国語・公用語
アイルランド憲法第8条では以下のようにうたっている（以下、日本語試訳）。
第8条第1項 アイルランド語を国語として第1公用語とする。
第8条第2項 英語は第2公用語として認める。
第8条第3項 ただし、1またはそれ以上の公の目的のために、国家全体またはその一部において、前2項の言語のいずれかを単独で用いることを法律によって定めることができる。
ただし、これまでに第8条第3項による法令が定められたことはない。
憲法のアイルランド語版は英語版に対して優先される（第25条、第63条）。しかしながら第2次改正ではアイルランド語版のほうが英語版に近づけるような形に変えられている。憲法では英語版でも多くのアイルランド語の表現を含んでいる。自由国憲法では Oireachtas、Dáil Éireann、Seanad Éireann というアイルランド古語が先に出ていたが、この憲法では政府の長およびその副官を示す Taoiseach と Tánaiste が最初に用いられている。

### 統治機構
アイルランド憲法では議院内閣制による統治体制を定めている。この体制のもと、直接選挙で選出され、ほとんどが儀礼的な役割である大統領（第12条）、ティーショックと呼ばれる政府の長（第28条）、ウラクタスと呼ばれる議会（第15条）が規定されている。ウラクタスは直接選挙され、上院に対して優越的地位を持つ下院のドイル・エアラン（第16条）と上院のシャナズ・エアラン（第18条）で構成され、シャナズは一部が任命制、残りが間接選挙で選出されている。また最高裁判所を頂点とする独立した司法機構が規定されている（第34条）。

### 国家非常事態
第28条において、アイルランド憲法は国家に対して「戦争または武装蜂起」が発生したさいに広範な権限を与えており、この「戦争または武装蜂起」には国家が直接参加していない武力衝突を含んでいる。このような状況において、ウラクタスの両院は国家非常事態を宣言することができる。非常事態時には、ウラクタスは平時においては違憲となる法律を可決することが認められ、また政府が少なくともウラクタスが可決した法に従ったと主張すれば、政府の行動についてもウルトラ・ヴィーレスや違憲とされない。ただし、2001年の改正で導入された死刑の禁止は絶対的なもので、戦時においても禁止される。1937年以降、アイルランドでは国家非常事態が2度あった。1度目は1940年に、第二次世界大戦によってもたらされる国民の安全に対する脅威に対応するために宣言され、2度目は1976年に、アイルランド共和軍暫定派による国家の安全に対する脅威に対処するために宣言された。

### 国際関係
- 欧州連合 - 第29条により、アイルランドの加盟国としての義務により受け入れなければならない限りにおいて、EU法が憲法よりも優先される。最高裁判所は欧州連合の本質的部分を大幅に変更するような条約の承認には、憲法の改正を必ず行なわなければならないと判示したことがある。このため第29条第4項を細分化して、国家が単一欧州議定書、マーストリヒト条約、アムステルダム条約、ニース条約を批准することを認めている。
- 国際法 - 第29条では国家が当事者となる国際条約は、ウラクタスが議決しない限り国内法として取り込まれないとするということが定められている。同条ではまた「アイルランドは一般に認知されている国際法の原理を受け入れる」とうたっているが、高等裁判所はこの規定を単に目標規定にすぎず、強制力はないと判示している。

### 個人の権利

#### 見出し「基本権」に列挙されているもの
- 法の下の平等 - 第40条第1項で保障されている。
- 貴族称号授与の禁止 - 国家は貴族称号を授与してはならず、また市民も政府の許可なく貴族称号を取得してはならない（ただし実際には、市民の称号取得禁止については形式規定になっている）（第40条第2項）。
- 個人的権利 - 国家は「市民の個人的権利」を保護する義務を負い、とくに「すべての市民の生命、人格、名誉、財産にかかわる権利」を守らなければならない（第40条第2項）。
- 記述のない権利 - 第40条第3項で用いられている用語は、自然法によりアイルランド市民に与えられた、憲法に記述のない権利の存在を示すものであると裁判所によって解釈されている。裁判所によって認められているこのような権利には、夫婦間のプラバシーや未婚の母親が自分の子どもを保護する権利といったものがある。
- 妊娠中絶の規制 - 第40条第3項によって妊娠中絶は規制されている。(2018年の住民投票により改正されるまで、中絶は禁止され、母親の生命に危険があるときは例外とされていた。但し、アイルランド国内では非合法でも他国では合法であるような行為（妊娠中絶なども含む）についての情報を得る権利が認められているほか、国外への移動の権利も認められているため、この禁止規定を回避するため、毎年何千人ものアイルランド女性が中絶手術のために英国へ行ったり、中絶ピルを入手したりしていた[5]。）
- ヘイビアス・コーパス - 第40条第4項によって保障されている。国防軍は戦時や武装蜂起発生時にはヘイビアス・コーパスを受けないことになっている。第16次改正以降、裁判所が犯罪被疑者に対して保釈を棄却することは合憲とされている。
- 住居不可侵 - 国家の職員は法によって認められない限りは、強制的に市民の住居に立ち入ってはならない（第40条第5項）。
- 言論の自由 - 第40条6の1項で保障されている。ただし、言論の自由は「公序良俗や国家の権限」を損なうために行使されてはならない。さらに憲法では、「冒とく的、扇動的、破廉恥な内容」を公表することは刑事犯罪であるということが明記されている。判例として唯一残る案件が1999年の Corway v. Independent Newspapers であるが、この案件で最高裁判所は「どのような行為が神への冒とくとなるのか」ということは言えないとして訴えを棄却した。ところが2009年名誉毀損法では、扇動的で露骨な名誉毀損を違反行為から除外する一方で、同法第36条では神への冒とくに対する有罪判決には25,000ユーロ以下の罰金を定めた。
- 集会の自由 - 第46条第6の1項で保障されている。ただし「平和的で武力を伴わない」場合、また「一般社会の妨害」とならない場合に限定されている。
- 結社の自由 - 第40条第6項において保護されている。ただし差別的な方法でなければ、「公共の利益のために」国家が結社の自由を制限することを認めている。
- 家族と家庭 - 第41条において、国家は「家族の保護」を確約し、家族を「法令によって制限されない諸権利、すべての実体法に優先する」ものとしている。またこの規定では離婚が認められるにあたり、子どもや両配偶者に対して適切な経済的援助がなされなければならないともしている。
- 教育 - 第42条では、親に対してその子どもをどのように教育するかという権利について、最低限の水準に合致するという条件で保障している。また同条では、国家は初等教育を無償で提供しなければならないということもうたっている。さらにアイルランドの法律では、中等教育と第3期教育の無償提供を保障している。
- 個人の財産 - 「社会的正義」と「公益」を条件として保障している（第43条）。
- 崇拝の自由 - 「公序良俗」を条件として保障している（第44条第2の1項）。
- 国教の禁止 - 国家はいかなる宗教にも寄付をしてはならない（第44条2の2項）。
- 宗教差別 - 国家は宗教的な理由で差別してはならない（第44条第2の3項）。またアイルランドの法律では宗教に加えて、性転換を含む性別、配偶の有無、家族状態、性的指向、年齢、身体障害、民族（国籍を含む）、流浪民といった理由で公共機関や民間で雇用やサービスの差別を禁止している。

#### 上記以外で規定されているもの
- 死刑の禁止 - 2001年の第21次改正によって、ウラクタスは死刑執行を許す法律を施行してはならないとされた（第15条）。この死刑の禁止は戦時や武装蜂起の発生時においても適用される（第28条）。
- 遡及罰の禁止 - ウラクタスは遡及的に刑罰を科す法律を施行してはならない（第15条）。
- 陪審裁判 - 重大な違法行為の審理は原則として陪審裁判において行なわれなければならない（第38条）。ただし特別な場合においては、軍事法廷または「特別法廷」において審理が行なわれることが認められている。
- 性差別 - 個人の性別は市民権を否定する理由にならず（第9条）、またドイル・エアランへの選挙権または被選挙権を否定する理由にならない（第16条）。

### 社会政策の指針原則
第45条は社会・経済政策の広範な原則の要点がまとめられている。ところが第45条の諸規定は立法の指針にすぎず、裁判所において適用されるものではない。21世紀において社会政策の指針原則は議会においてあまり議論に挙げられていない。しかしその廃止や改正については提案されたことがない。社会政策の指針原則をまとめると以下のようなものである。
- 国家機関は正義と寛容を兼ね備えなければならない。
- 自由市場と個人の財産は公共の利益のために制限されなければならない。
- 国家は必需品が有害的に一部の人間に集中することを防がなければならない。
- 国家は民間産業における効率性を確保し、経済的搾取から国民を守ることが求められる。
- 国民は適切な職業に就労する権利を持つ。
- 国家は必要であれば民間産業を補完しなければならない。
- 国家は親がいない子どもや高齢者といった社会的弱者を保護しなければならない。
- 国民は年齢、性別、体力によって職業を強制されることがあってはならない。

### 経過規定
アイルランド憲法の経過規定は第51条から第63条の13か条でなり、旧制下の機構・制度を新国家に円滑に移行するための規定が定められている。第51条では議会が定めた通常の法令によって、施行後に憲法を修正することについて定められている。残りの12か条は行政機構と立法機関の移行・再構築、行政の連続性、初代大統領の就任、裁判所の暫定継続について定めており、また法務長官、会計検査官、国防軍、警察の継続についても規定している。
現在では、経過規定はアイルランド憲法を記載しているすべての公式文書から省かれている。これは第51条で、1941年以降は公式文書から省略するよう規定しているためである。ところがこれに反して、第52条から第63条は法的効力を持ち続けており、そのため記載がなくとも憲法の不可分の一部として残っているものとされている。この異様な状況を示すものとして1941年の第2次改正にあたって、公式文書に記載がないにもかかわらず第56条が改められた。
経過規定で求めていた正確な内容は、初代大統領が就任した日（ダグラス・ハイドが就任した1938年6月25日）から発行されるすべての文書から第52条から第63条を省略し、また第51条は初代大統領就任から3年後に省略するというものである。ほかの条文と異なり、第51条は文書から除去された時点で法的効力を失うということが明確に定められている。

### 改正
アイルランド憲法を改正するにあたってはかならず国民投票を実施しなければならない。憲法改正手続きは第46条に定めがある。憲法改正にあたってはまず、ウラクタスの両院で改正案が採択され、つぎに国民投票で賛成され、最後に大統領が署名することで発効に至る。アイルランド憲法はこれまでに21回の改正がなされている。改正にさいして妊娠中絶、離婚と欧州連合関連を扱う内容のものは大きな議論を起こしてきている。

## 違憲審査
アイルランド憲法は自身を国家の最高法規であるとうたい、最高裁判所に憲法規定の解釈と、最高裁判所が違憲と判断したウラクタスの法や政府の活動の無効化を実施する権限を与えている。1937年以降、違憲審査において憲法条文のきわめて広範な意味が考察、発展されてきた。1999年に最高裁判所は、直後に改正される以前の第2条および第3条は国家に対して裁判の当事者となる義務を負わせるものではないと判示した。第41条の家族についての「法令によって制限されない諸権利、すべての実体法に優先する権利」について、最高裁判所は婚姻中の両配偶者に対してプライバシーについての広範な権利を付与するものと解釈している。1974年の McGee v. The Attorney General の案件で、裁判所は第41条の権利を根拠に、避妊具の販売を禁止した法律を無効とした。また裁判所は第40条第3項について議論を起こす解釈をしており、この規定が妊娠中絶を禁止しているとした。1992年の Attorney General v. X の案件で最高裁判所は、国家は母親が自殺するおそれがある場合にその母親の妊娠中絶を認めなければならないと判示している。

## 論点

### 国家の領域
1937年の制定時からのアイルランド憲法の第2条と第3条はアイルランド全島を単一の「国の領域」としていたが、これについては論争があった。第2条と第3条は非合法の領土侵害に等しいとした北アイルランドのユニオニストの怒りを買った。1998年のベルファスト合意によって、アイルランドは第2条と第3条から「国の領域」に関する記述を削除し、アイルランド島の両地域の多数の合意によってのみアイルランドが統一されると改めた。新第2条、新第3条ではまた、北アイルランドの住民に対して「アイルランド国家の一部」としての権利を保障している。

### 宗教
アイルランド憲法では崇拝の自由を保障し、国家による国教会の創設を禁止している。かつては憲法において、カトリック、アイルランド国教会、長老派教会、ユダヤ教など数多くの宗教を明確に認知していた条項があり、さらに、議論を起こしたものの、カトリックの「特別な地位」についても認めていた。ところが1973年の国民投票でこの条文は削除されている。それでもなお憲法には宗教にかんする明確な記述が多く残っており、たとえば前文や大統領による宣誓などがあり、また第44条第1項には次のようにうたわれている。
（日本語試訳）国家は国家の崇拝の対象が全能の神に向けられていることを認める。国家はその御名を崇め、その教えを尊び重んじる。
1983年には、憲法に妊娠中絶の禁止が加えられている。ただし妊娠中絶の禁止規定は、自殺のおそれを含め、母親の生命を脅かす場合には適用されず、また他国での妊娠中絶についての情報を伝えることや、妊娠中絶を受けるための渡航の自由を制限するために適用されてはならない。
アイルランド憲法にはカトリックの社会的教理を反映した多くの考え方が見られる。このような教理は社会政策の基本原則やシャナズの選出に使われている職業委員会制度の規定に含まれている。またアイルランド憲法では家族制度についてきわめて広範な権利を付与している。
現在は削除されているものの、1937年に制定された当時、憲法にはとくに離婚の禁止とカトリック教会の「特別な地位」についての規定が論争となっていた。第44条第1の2項、第1の3項では以下のようにうたわれていた。
- 第44条第1の2項 - 国家は聖、カトリック、使徒的なローマ教会の特別な地位を市民の大多数が信仰する教義の守護者として認める。
- 第44条第1の3項 - 加えて国家はユダヤ教のほか、アイルランド国教会、アイルランド長老派教会、メソジスト教会、キリスト友会およびこの憲法の施行日にアイルランド国内にあるそのほかの宗派を認める。

近年の憲法論者は憲法の原文が今日においてまったく適切なものであると主張することは少ない。そのような論者からは以下のような意見が出されている。
- カトリックの社会的教理を法に組み込ませることは、1930年代のカトリック国に多く見られた。たとえば離婚はイタリアなどの国で禁止されていたが、1970年代にはその禁止が廃止された。
- カトリック教会の社会的地位を言及することは法的に効力を持たず、またカトリックの「特別な地位」は、第2バチカン公会議以前の教会の自身に対する見解に反するものであるが、たんに信者の多さだけを根拠に盛り込まれたということが大きかった。とりわけ、エイモン・デ・ヴァレラはマリア・デュースなどの右派カトリックグループからの、カトリックを国教とすることや「真なる唯一の宗派」と宣言することへの圧力に抵抗した。
- 離婚の禁止はアイルランド国教会の上層部が後押しした。
- 憲法がユダヤ人社会を明確に認めたことは、1930年代の風潮からすれば進歩的なものであった。

ところが特定の宗教を認めていた第44条第1の2項、第1の3項は1973年に憲法から削除された。また1996年には離婚の禁止も削除された。しかしながら宗教的な条項は前文を含めて残っており、なおも広く議論されている。

### 家族保護条項
1937年制定のアイルランド憲法は女性の投票権、国に対する権利、市民権を保障しているが、41条において家族保護条項を設定しており、とりわけ41条２については女性差別に当たるのではないかとの議論が存在する。1922年に制定されたアイルランド自由国憲法には家族保護条項自体が存在しておらず、この条項の導入に反対する女性団体の動きがあったとされる。現行憲法についてカトリックの社会教説の影響を指摘する見解がある。
（日本語は仮訳）。
- 第41条2の1項 - 特に、国は、女性が家庭内での生活により共通善の達成に欠くことのできない支持を国に与えていることを承認する。[10]。
- 第41条2の2項 - したがって、国は、母親が経済的必要からやむなく労働に従事することにより、家庭におけるその義務を怠ることがないよう保証することに努めなければならない。[11]。

第41条2は1930年代の状況において当然と考えられていたが、この規定は強制的なものではなく、女性が家庭にとどまるという憲法上の義務はないと指摘するものもいる。むしろ、この規定は家庭にとどまる女性が社会に貢献する無償の役割の価値を強調するものだとする意見もある。2024年3月8日、この条文を改正する国民投票が行われたが改正に賛成26.07％、反対73.93％で否決された（投票率44.36％）。

### 共和政
1949年、アイルランドは共和政国家であるということが正式に宣言された。しかしながら、アイルランドがあらゆる法令において共和国であるとも、正式な国名が「アイルランド共和国」であるとも明らかにされていなかった1937年から1949年の期間は、アイルランドが共和国であったのかどうかということが議題とされている。今日に至るまで、憲法では「共和国」(republic) という単語が使われていないが、アイルランドが「主権を持ち、独立した民主国家」であり、すべての権限は神の下において国民から由来するものであるとうたう規定は含まれていた。
それでもなお議論ではおもに、1949年以前は国家元首がアイルランドの大統領であったのか、あるいはジョージ6世であったのかという疑問に焦点があてられる。アイルランド憲法は国王に言及しておらず、そのうえ大統領が国家元首であるということにも触れていない。大統領は政府の任命や法律の発布などの、通常国家元首が国内向けに行なう役割の一部を実行していた。
しかしながら1936年、ジョージ6世は「神の御名においてグレートブリテン、アイルランドおよび英海外領国王、教義の守護者、インド皇帝」に即位し、また1936年執行権（対外関係）法で、外交においてアイルランドを代表するのは国王であるとしていた。そのため条約は国王の名で署名され、また国王は全権大使に信任状を発行し、また外国の外交官から信奉状を受けていた。国家を対外的に代表するということについて、多くの学者は国家元首として特有の性質と考えている。この特質からして、外国はジョージ6世をアイルランドの国家元首としていたということがいえる。1949年、アイルランド共和国法が制定され、アイルランドが共和政国家であるということを明示し、また国家の代表がジョージ6世からアイルランド大統領に移された。このとき憲法には一切の改正がなされなかった。

### 国号
アイルランド憲法では国号を "Éire"（エーレ）、英語では "Ireland"（アイルランド）と定めている。当初、憲法草案では国号を "Éire" だけにしていたが、英語版ではドイルでの議論によって、英語表記を併記する形に修正された第4条と "Éire" のみが使われている前文を除いて、 "Éire" から "Ireland" に書き換えられた。
国号をめぐっては長らくイギリス政府とアイルランド政府のあいだで論争となっていたが、のちに解決されている。

### 非伝統的家族形態に対する認識の欠如
アイルランド憲法第41条第1の1項は家族を「社会の自然的基本集団であり、また不可侵で法令に拘束されない権利を持つ道徳規範で、すべての実体法に優越する」と定め、国家による保護が保障されている。ただしこれらの権利や保護はあらゆる家族形態に認められているものではなく、自由主義者、平等主義者、シングルペアレント、事実婚者、同性愛者、LGBT人権活動家からは失望を買うものとなっている。
婚姻制度は憲法において恩恵的地位を受けている。憲法では婚姻に基づく家族のみが想定されており、とくに第41条第3の1項では「国家は家族を形成する基本となる婚姻制度について特別な配慮を持って保護する」とうたっている。この規定により、婚姻を伴わない家族集団は第41条による税制、相続、社会福祉といった包括的な保護政策を受けることができない。1966年の State (Nicolaou) v. An Bord Uchtála の裁判では、一時期は同居しともに自分の子どもを育てていたものの、その子どもの母親と数か月のあいだ別居していた未婚の父親に対して、母親がその子どもを養子に出したいとする意思を止めることを定めた第41条の規定を行使することを認めないとした。この裁判で最高裁判所判事のジャスティス・ウォルシュは、「第41条に言う家族とは婚姻制度に基づくものである」と述べている。

## 憲法の見直し
アイルランド憲法はたびたび見直しが議論されている。
1966年
当時首相だったショーン・リーマスはウラクタスに非公式の委員会を設立して憲法の全般的な見直しを行い、1967年に報告書を公表した。
1968年
法務長官コルム・コンドンを議長とする法律家の審議会によって報告書案が作成されたが、最終報告は発表されなかった。
1972年
アイルランド統一に関する政党間委員会は北アイルランドに関する憲法上の問題に対処した。委員会の作業は1973年のアイルランド関係に関するウラクタス全党委員会や、1983年の、法務長官を長とする法曹関係者らによる憲法再調査委員会に引き継がれた。これらの委員会では報告書を発表していない。
1983年 - 1984年
1983年に New Ireland Forum が設立され、1984年には憲法問題に関する報告書が作成された。
1988年
進歩民主党は Constitution for a New Repubic と題した論評を発表した。
1994年 - 1997年
1994年、政府は平和と和解のためのフォーラムを設置し、北アイルランドに関する憲法問題を検討した。このフォーラムは1996年2月に作業を一時停止しているが、1997年12月に再開した。
1995年 - 1996年
1995年、政府はT.K.ウィテカーを長として、専門家からなる憲法再検討グループを設置した。1996年7月、憲法再検討グループは700ページにわたる報告書を発表し、その報告書は「法学、政治学、行政学、社会学、経済学のいずれの観点からの憲法分析としてもっとも詳細なもの」と評価された。
1996年 -
第1次憲法に関する全党ウラクタス委員会が設置された。

### 憲法に関する全党ウラクタス委員会

#### 第1次委員会
フィナ・ゲールのドイル議員ジム・オキーフを長とする第1次全党委員会（1996年 - 1997年）は2本の中間報告書を発表している。
- 1st Progress Report, 1997[18]
- 2nd Progress Report, 1997[19]

#### 第2次委員会
第2次委員会（1997年 - 2002年）は、フィアナ・フォイルのドイル議員ブライアン・レニハンを長とした。この委員会は5本の報告書を発表している。
- 3rd Progress Report: The President, 1998[20]
- 4th Progress Report: the courts and judiciary, 1999[21]
- 5th Progress Report: abortion, 2000[22]
- 6th Progress Report: the referendum, 2001[23]
- 7th Progress Report: Parliament, 2002[24]

また第2次委員会では委託で以下の2本も発行している。
- A new electoral system for Ireland?[25]
- Bunreacht na hÉireann: a study of the Irish text[26]

#### 第3次委員会
第3次委員会（2002年 - ）はフィアナ・フォイルのデニス・オドノヴァンを長としている。第3次委員会は自らの使命を「憲法全体を改めることを目標とし、これまでの委員会が長年にわたって進めてきた憲法改正の計画を完成させる」こととしている。また「憲法改正のための唯一の制度として国民投票を行なうほかの国にはこれほどまでに野心的な目標はない」としたうえで、改正に向けた作業は「前例のないもの」であるとしている。
委員会はその作業を改正の形態によって3つに分類している
- 技術・構成上の改正 - 規定の実質的な改正ではなく、表面上の改正。両性に適用される規定であることを明確にするために、'he' としている箇所を 'he or she' に改めるなど。
- 議論の余地がない箇所の改正 - 国民のあいだで一般的に合意されやすい規定の改正。大統領を国家元首と明記することなど。
- 議論の余地がある箇所の改正 - 国民のあいだで意見が分かれている規定の改正。人権の性質や領域についての変更など。

第3次委員会はこれまでに3本の報告書を発表している。
- 8th Progress Report: Government, 2003[29]
- 9th Progress Report: Private Property, 2004[30]
- 10th Progress Report: The Family, 2006[31]

第3次委員会は残る作業を以下のように要約している。
- 基本権（報告書発表済みの生存権および財産権をのぞく）
- 第45条（社会政策の基本原則）
- 前文、国号、アイルランド語の位置づけ、経過規定の、未着手の領域